# بيريونكل (لون)

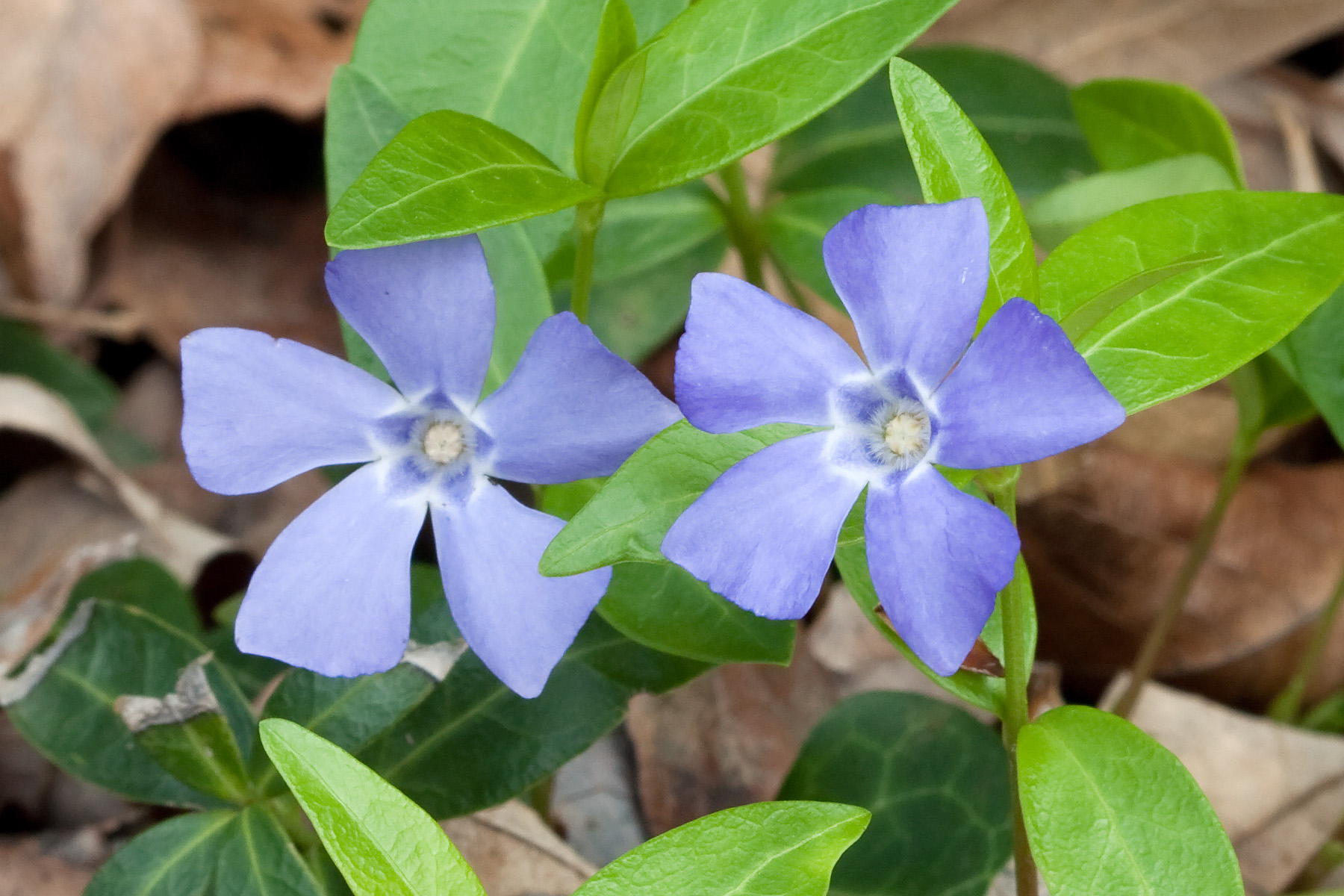
زهرة عناقية صغيرة

لون الپيريوينكل (Periwinkle) يأتي من لون بين الأزرق والبنفسجي. الاسم يأتي من ورد الپيريوينكل الصغير (عناقية صغيرة) وعنده نفس اللون.
و يسمى ايضاً باللون الأرجواني. وايضاً يعتبر من اللون الأزرق الشاحب.
سجل لأول مرة اللغة الإنجليزية في سنة 1895.

## في الثقافة الشعبية
لون الپيريونكل يستعمل فس وعي وسرطان المعدة ووسرطان المريء

## الروابط الخارجية
- Crayola brand crayons' page on periwinkle
- A description of the Vinca minor species نسخة محفوظة 15 سبتمبر 2007 على موقع واي باك مشين.